# Hatomune-Dō
Der Hatomune-Dō (japanisch 鳩胸胴, wörtlich „Taubenbrustpanzer“) ist ein Brustpanzer der japanischen Rüstung (jap. „Yoroi“).

## Beschreibung
Der  Hatomune-Dō besteht aus Stahl. Das Vorbild für diese Rüstungsart bildeten die Brustpanzer, die von Europäern getragen wurde. Die Japaner kopierten diese, aber es wurden auch Brustpanzer europäischer Herstellung importiert. Die Hatomune-Dō wurden während des Aufkommens der ersten Feuerwaffen in Japan beliebt. Einige Exemplare wurden aufgrund der Bedrohung durch Feuerwaffen auch kugelfest gearbeitet, jedoch hatten diese Panzer ein hohes Gewicht. Die Arm- und Beinpanzerung blieb in japanischem Stil. Die Helme wurden zum Teil auch angepasst und ähneltem dem europäischen Cabasset.